# バイマイメロディー
「バイマイメロディー」は、2006年6月14日に発売された日本の男性歌手・平井堅の24枚目のシングル。発売元はデフスターレコーズ。

## 解説
PVには「Illusion of Love」(愛の幻想)というタイトルの劇映画の様な形式をしており、物語の途中で男が目を覚ましたとたん彼女が木に変わって、彼女の写真を見た彼が泣いている横に平井堅が出てくるという形になっている。なおC/Wの「hug」のCMに出演しているのは上野高校の先輩にあたる椎名桔平である。

## 収録曲
全作詞・作曲:平井堅
1. バイマイメロディー(5:11)
（編曲:本間昭光）
KDDI/沖縄セルラー電話「au LISMO」CMソング。
2. hug(4:59)
（編曲:松浦晃久）
コカ・コーラ「紅茶花伝」CMソング。
3. バイマイメロディー ～less vocal～(5:09)

## 関連作品
- バイマイメロディー
  - FAKIN' POP
- バイマイメロディー ～HALFBY's music for Momo REMIX～
  - 君の好きなとこ　（26th シングル）
- hug
  - Ken Hirai 15th Anniversary c/w Collection '95-'10 “裏 歌バカ”